# Surinaamse parlementsverkiezingen 1874
De Surinaamse parlementsverkiezingen in 1874 vonden plaats in maart van dat jaar. 
Er konden drie leden voor de Koloniale Staten gekozen worden in verband met het periodiek aftreden van J.F.A. Cateau van Rosevelt, B.E. Colaço Belmonte en A.J. van Emden.
| Kandidaat                                         | Stemmen in de eerste ronde | resultaat |
| ------------------------------------------------- | -------------------------- | --------- |
| G.H. Barnet Lyon                                  | 6                          | x         |
| J.F.A. Cateau van Rosevelt                        | 121                        | gekozen   |
| B.E. Colaço Belmonte                              | 87                         | gekozen   |
| A.J. van Emden                                    | 115                        | gekozen   |
| J.M. Gilquin                                      | 9                          | x         |
| achttien andere personen met minder dan 5 stemmen |                            |           |

Bij deze verkiezingen mochten alleen mannen die aan bepaalde voorwaarden voldeden (censuskiesrecht) stemmen. Bij de eerste ronde waren er 125 geldig uitgebrachte stembiljetten waarbij een kiezer voor meer dan een kandidaat kon stemmen. Er waren drie zetels te verdelen en om in de eerste ronde gekozen te kunnen worden had een kandidaat de volstrekte meerderheid nodig (minstens 63 stemmen). Precies drie kandidaten voldeden aan die voorwaarde zodat er geen tweede ronde nodig was.
Met ingang van het nieuwe zittingsjaar op 12 mei 1874 (2e dinsdag van mei) had de Koloniale Staten de volgende dertien leden:
| Naam                       | Gepland jaar van aftreding | Bijzonderheden                                                                                         |
| -------------------------- | -------------------------- | --- |
| G.J.A. Bosch Reitz*        | 1875                       | voorzitter                                                                                             |
| A.J. van Emden             | 1880                       | vicevoorzitter                                                                                         |
| Ph.H. Verbeek*             | 1875                       | in januari 1875 opgestapt; in mei 1875 werden J. de Jong* en C.D. Brakke* benoemd                      |
| J.B. Vos*                  | 1875                       | |
| J.E. Wesenhagen*           | 1875                       | overleden in maart 1875, in mei 1875 werden J. de Jong* en C.D. Brakke* benoemd                        |
| N.T.A. Arlaud              | 1876                       | overleden in oktober 1874, in januari 1875 opgevolgd door H. Barnett                                   |
| A.J. da Costa              | 1876                       | |
| D. Benjamins               | 1876                       | in mei 1875 opgestapt, in juni 1875 opgevolgd door Ph.H. Verbeek                                       |
| J.C. Muller Az.            | 1878                       | in februari 1876 opgevolgd door G.H. Barnet Lijon                                                      |
| S. van Praag               | 1878                       | |
| <vacature Mollinger>       | 1878                       | D. Baëza in juli 1874 gekozen en december 1875 overleden, in januari 1876 opgevolgd door J.A. Salomons |
| J.F.A. Cateau van Rosevelt | 1880                       | |
| B.E. Colaço Belmonte       | 1880                       | |

* = benoemd door de gouverneur